# Gary Sordjo
Gary Sordjo (Paramaribo, 22 november 1982) is een Surinaams voetballer die speelt als middenvelder.

## Carrière
Sordjo speelde van 2003 tot 2005 voor SV Cosmos, in 2006 ging hij aan de slag bij SV Leo Victor en was er twee seizoenen actief. In 2008 ging hij spelen voor SV Walking Boyz waar hij tien seizoenen voor speelde. Hij won met hen de landstitel in 2008/09 en won datzelfde jaar ook de beker. Hij won de beker een tweede keer in het seizoen 2012/13. 
Hij speelde tussen 2006 en 2008 elf keer voor Suriname.

## Erelijst
- SVB-Eerste Divisie: 2008/09
- Surinaamse voetbalbeker: 2008/09, 2012/13